# 必然主義
必然主義（ひつぜんしゅぎ、英: necessitarianism）は、「起こりうること」という考えを否定する形而上学的な原理である。必然主義によれば世界のあり方はただ一通りでしかない。必然論、宿命論とも。
必然主義は、リバタリアン的な自由意志を否定し、人間の行動は外的・内的に先行する要因によって事前に決定されているとする、ハード決定論を含む一連の原理のうち最も強いものである。ハード決定論者でさえ、世界を構成する因果の連鎖は、先行する出来事が異なっていれば、全体として異なっていたかもしれないと認めるが、必然主義はそれすら認めないため、ハード決定論よりも強硬である。
哲学史上、最も著名な必然主義者はスピノザである。
アンソニー・コリンズもまた必然主義を擁護したことで知られる。『人間の自由についての探究』(1715年)は必然主義の立場の重要な表明であった。
Century Dictionaryは1889-91年に、必然主義の定義を、意志は自由ではなく、外的に先行する要因や、原因と結果に関する自然法則に支配されるという信念、とした。